# Uffe Bech
Uffe Manich Bech (* 13. Januar 1993 in Kopenhagen) ist ein dänischer ehemaliger Fußballspieler, der zuletzt in Griechenland bei Panathinaikos Athen unter Vertrag stand.

## Karriere

### Im Verein
Bech begann mit dem Fußballspielen bei Hellerup BK. Von dort aus ging er in die Jugendabteilung von Lyngby BK. 2010 kam er in die Profimannschaft. Sein Profidebüt gab er am 1. August 2010 in einem Spiel der Superliga beim 2:2 gegen Silkeborg IF, als er in der 87. Minute für Morten Petersen eingewechselt wurde. Am 14. April 2011 kam Bech zu seinem ersten Profitor: Im Spiel gegen den FC Midtjylland wurde er in der 70. Minute für David Boysen eingewechselt und erzielte zwei Minuten später das 1:0. Am Ende der Spielzeit, die für Lyngby BK mit dem achten Tabellenplatz endete, standen für Bech zwölf Einsätze und ein Tor zu Buche. In der folgenden Spielzeit, in der Lyngby BK als Tabellenvorletzter abstieg, kam er zu zehn Einsätzen und einer Torvorlage. In der Hinrunde der folgenden Zweitliga-Spielzeit spielte er in 16 Spielen und erzielte fünf Tore.
In der Winterpause 2013 wechselte Bech wieder in die Superliga zum damaligen Meister FC Nordsjælland. Am 3. März 2013 debütierte er für den Klub beim 1:0-Sieg am 21. Spieltag gegen den AC Horsens in der Anfangsformation. Acht Tage später erzielte er sein erstes Tor für den FCN beim 1:1 am 22. Spieltag im Spiel beim FC Midtjylland. In der Folge kam er zu drei weiteren Einsätzen mit einem Tor und zwei Torvorlagen. Der FC Nordsjælland belegte zum Ende der Spielzeit den zweiten Tabellenplatz und qualifizierte sich für die Teilnahme an der Qualifikation zur Champions League. Dort kam er nicht zum Einsatz. In der folgenden Saison spielte Bech in der Liga in insgesamt elf Partien; der FC Nordsjælland belegte den sechsten Tabellenplatz.
Zur Saison 2015/16 wurde Bech vom deutschen Bundesligisten Hannover 96 verpflichtet. Er erhielt einen bis 2019 laufenden Vertrag. Beim 4:0-Heimsieg gegen den FC Ingolstadt am 28. November 2015, dem 14. Spieltag der Saison 2015/16, erzielte er seinen ersten Treffer in der Bundesliga. Mit Hannover 96 stieg er am Saisonende in die 2. Bundesliga ab. 
Ende Januar 2018 wurde Bech bis Saisonende an den Zweitligisten SpVgg Greuther Fürth ausgeliehen.
Im Sommer 2018 kehrte Bech nach Hannover zurück und kam zu fünf Einsätzen in der zweiten Mannschaft in der viertklassigen Regionalliga Nord, in denen er fünf Tore erzielte. Am 31. August 2018 wechselte er bis zum 31. Dezember 2018 auf Leihbasis zum Brøndby IF, die anschließende Kaufoption wurde nicht gezogen. Im Januar 2019 kehrte Bech nach Hannover zurück und zählte zunächst zum Kader der zweiten Mannschaft. Ende Februar 2019 beorderte ihn der neue Trainer Thomas Doll zurück in den Kader der abstiegsbedrohten Bundesligamannschaft. Unter Doll kam Bech bis zum Saisonende zu 2 Einwechslungen. Nach dem Abstieg von Hannover 96 in die 2. Bundesliga verließ er den Verein mit seinem Vertragsende.
Mitte August 2019 erhielt der Däne einen Dreijahresvertrag beim griechischen Erstligisten Panathinaikos.
Im April 2024 beendete er seine Karriere.

### Nationalmannschaft
Bech spielte seit 2008 ab der U16 für sämtliche U-Nationalmannschaften Dänemarks. Als dänischer U21-Nationalspieler qualifizierte er sich 2014 für die Teilnahme an der U21-EM 2015 und schied dort mit der Mannschaft im Halbfinale aus.
Am 11. Oktober 2014 absolvierte Bech sein Debüt für die dänische A-Nationalmannschaft, als er beim 1:1 im EM-Qualifikationsspiel in Elbasan gegen Albanien in der 71. Minute für Peter Ankersen eingewechselt wurde.